# US Open Series

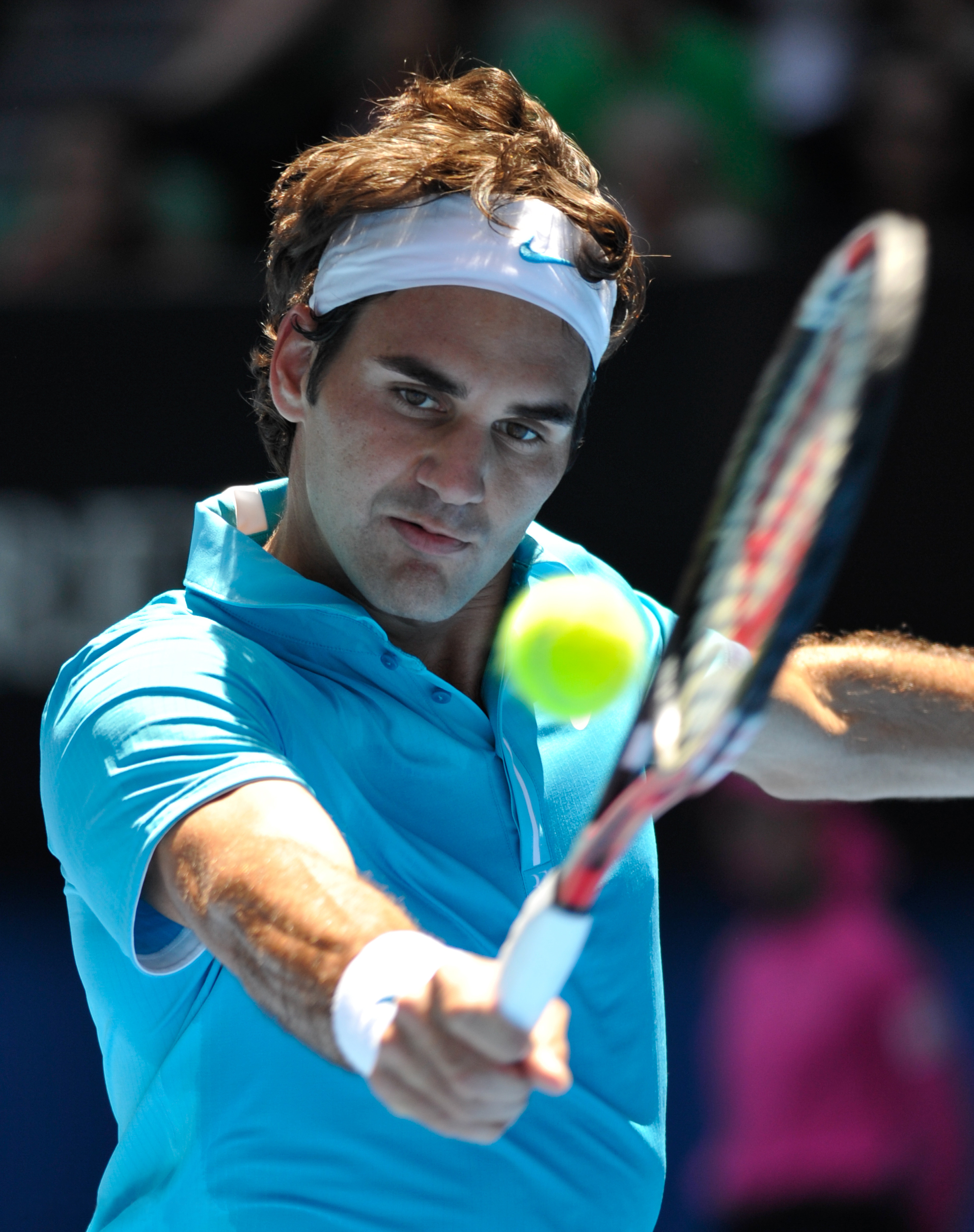
Roger Federer à l'Open d'Australie en 2010.

L'US Open Series est un système mis en place par la fédération américaine de tennis à partir de 2004 consistant à attirer les joueurs les plus prestigieux de l'ATP et de la WTA.
C'est une série de 5 tournois chez les hommes comme chez les dames, en Amérique du Nord ( États-Unis et  Canada) qui débute en juillet et se termine avec la dernière levée de Grand Chelem de la saison : l'US Open. À l'issue de cette tournée nord américaine (avant l'US Open) un classement est effectué désignant un vainqueur, un dauphin et un troisième. Par la suite, selon le tour atteint par ces joueurs et joueuses à l'US Open, ceux-ci reçoivent une prime. Cette dernière pouvant aller jusqu'à 1 million de dollars pour tout joueur ou joueuse vainqueur de l'US Open Series et de l'US Open dans la foulée.
Kim Clijsters en 2005, Roger Federer en 2007, Rafael Nadal en 2013 et Serena Williams en 2013 et 2014 sont les seuls joueurs à avoir remporté l'US Open Series et l'US Open consécutivement.

## Présentation et fonctionnement
L'US Open Series se déroule sur 8 semaines au total, tous les tournois se jouent sur dur en extérieur.
| Hommes       | Femmes   |
| Grand Chelem |          |
| Masters 1000 | WTA 1000 |
| ATP 500      | WTA 500  |
| ATP 250      | WTA 250  |

| Semaine | Tournoi               |
| 1       | Open de Newport       |
| 2       | Open d'Atlanta        |
| 3       | Open de Washington    |
| 4       | Masters du Canada     |
| 5       | Masters de Cincinnati |
| 6       | Open de Winston-Salem |
| 7-8     | US Open               |

| Semaine | Tournoi            | Tournoi |
| 1       | Open de Washington |         |
| 2       | Open du Canada     |         |
| 3       | Open de Cincinnati |         |
| 4       | Open de Cleveland  |         |
| 5-6     | US Open            |         |

### Distribution des points
Le système de classement de l'US Open Series est basé sur le même principe que celui de l'ATP. À la différence qu'il se déroule seulement sur 7 semaines pour les hommes et 6 semaines pour les femmes et surtout que l'importance relative de ces tournois est diminuée. Ce qui pousse les joueurs à participer à plus de tournois. En effet, par exemple, chez les hommes : 2 titres en Masters 1000 rapportent 2000 points ATP, soit 2 fois plus que la somme des 3 autres tournois (2*250 + 500 = 1000). Alors qu'avec ce système, ces 2 mêmes titres rapportent 200 points, ce qui est inférieur à la somme des 3 autres (3*70 = 210). De plus, les joueurs doivent remporter des points dans minimum 2 tournois pour être classés et depuis 2014, lorsqu'un joueur ou une joueuse marque des points lors de minimum 3 tournois, ses points sont doublés.
| Résultat           | Masters 1000 et WTA 1000 | ATP 500, ATP 250 et WTA 500, WTA 250 |
| Victoire           | 100                      | 70                                   |
| Finale             | 70                       | 45                                   |
| Demi-finale        | 45                       | 25                                   |
| Quart de finale    | 25                       | 15                                   |
| Huitième de finale | 15                       | 0                                    |

### Précision sur la dotation bonus
Une fois l'US Open terminé, le classement est cloturé : les 3 meilleurs joueurs et 3 meilleures joueuses touchent une prime. Cette prime est une dotation bonus venant s'ajouter aux dotations des différents tournois. Elle est la même pour les hommes et les femmes et dépend du classement à l'US Open Series ainsi que du résultat dans le dernier Grand Chelem de la saison.
| Résultat à l'US Open | Vainqueur   | Second    | Troisième |
| Vainqueur            | 1 000 000 $ | 500 000 $ | 250 000 $ |
| Finaliste            | 500 000 $   | 250 000 $ | 125 000 $ |
| Demi-finaliste       | 250 000 $   | 125 000 $ | 62 500 $  |
| Quart de finaliste   | 125 000 $   | 62 500 $  | 31 250 $  |
| Huitième de finale   | 70 000 $    | 35 000 $  | 17 500 $  |
| 3e tour              | 40 000 $    | 20 000 $  | 10 000 $  |
| 2e tour              | 25 000 $    | 12 500 $  | 6 250 $   |
| 1er tour             | 15 000 $    | 7 500 $   | 3 750 $   |

## Liste des primes attribuées par l'US Open Series
| Année | Joueurs                  | Points | Résultat à l'US Open  | Gains       | Joueuses               | Points | Résultat à l'US Open  | Gains       |
| ----- | ------------------------ | ------ | --------------------- | ----------- | ---------------------- | ------ | --------------------- | ----------- |
| 2004  | 1. Lleyton Hewitt        | 155    | Finaliste             | 500 000 $   | 1. Lindsay Davenport   | 100    | Demi-finaliste        | 250 000 $   |
| 2004  | 2. Andy Roddick          | 155    | Quart de finaliste    | 62 500 $    | 2. Amélie Mauresmo     | 100    | Quart de finaliste    | 62 500 $    |
| 2004  | 3. Andre Agassi          | 123    | Quart de finaliste    | 31 250 $    | 3. Elena Likhovtseva   | 70     | 1er tour              | 3 750 $     |
| 2005  | 1. Andy Roddick          | 120    | 1er tour              | 15 000 $    | 1. Kim Clijsters       | 225    | Vainqueur             | 1 000 000 $ |
| 2005  | 2. Andre Agassi          | 105    | Finaliste             | 250 000 $   | 2. Mary Pierce         | 100    | Finaliste             | 250 000 $   |
| 2005  | 3. Rafael Nadal          | 100    | 3e tour               | 10 000 $    | 3. Amélie Mauresmo     | 80     | Quart de finaliste    | 31 250 $    |
| 2006  | 1. Andy Roddick          | 147    | Finaliste             | 500 000 $   | 1. Ana Ivanović        | 127    | 3e tour               | 40 000 $    |
| 2006  | 2. Fernando González     | 124    | 3e tour               | 20 000 $    | 2. Maria Sharapova     | 122    | Vainqueur             | 500 000 $   |
| 2006  | 3. Andy Murray           | 105    | Huitième de finaliste | 17 500 $    | 3. Kim Clijsters       | 120    | Forfait               | 0 $         |
| 2007  | 1. Roger Federer         | 170    | Vainqueur             | 1 000 000 $ | 1. Maria Sharapova     | 122    | 3e tour               | 40 000 $    |
| 2007  | 2. James Blake           | 167    | Huitième de finaliste | 35 000 $    | 2. Jelena Janković     | 107    | Quart de finaliste    | 62 500 $    |
| 2007  | 3. Andy Roddick          | 112    | Quart de finaliste    | 31 250 $    | 3. Patty Schnyder      | 97     | 3e tour               | 10 000 $    |
| 2008  | 1. Rafael Nadal          | 145    | Demi-finaliste        | 250 000 $   | 1. Dinara Safina       | 170    | Demi-finaliste        | 250 000 $   |
| 2008  | 2. Andy Murray           | 145    | Finaliste             | 250 000 $   | 2. ex æquo Bartoli     | 105    | Huitième de finaliste | 35 000 $    |
| 2008  | 3. Juan Martín del Potro | 140    | Quart de finaliste    | 31 250 $    | 3. Dominika Cibulková  | 85     | 3e tour               | 10 000 $    |
| 2009  | 1. Sam Querrey           | 175    | 3e tour               | 40 000 $    | 1. Elena Dementieva    | 170    | 2e tour               | 25 000 $    |
| 2009  | 2. Andy Murray           | 145    | Huitième de finaliste | 35 000 $    | 2. Flavia Pennetta     | 140    | Quart de finaliste    | 62 500 $    |
| 2009  | 3. Juan Martín del Potro | 140    | Vainqueur             | 250 000 $   | 3. Jelena Janković     | 140    | 2e tour               | 6 250 $     |
| 2010  | 1. Andy Murray           | 170    | 3e tour               | 40 000 $    | 1. Caroline Wozniacki  | 185    | Demi-finaliste        | 250 000 $   |
| 2010  | 2. Roger Federer         | 170    | Demi-finaliste        | 125 000 $   | 2. Kim Clijsters       | 125    | Vainqueur             | 500 000 $   |
| 2010  | 3. Mardy Fish            | 140    | Huitième de finaliste | 17 500 $    | 3. Svetlana Kuznetsova | 115    | Huitième de finaliste | 17 500 $    |
| 2011  | 1. Mardy Fish            | 230    | Huitième de finaliste | 70 000 $    | 1. Serena Williams     | 170    | Finaliste             | 500 000 $   |
| 2011  | 2. Novak Djokovic        | 170    | Vainqueur             | 500 000 $   | 2. Agnieszka Radwańska | 130    | 2e tour               | 12 500 $    |
| 2011  | 3. John Isner            | 140    | Quart de finaliste    | 31 250 $    | 3. Maria Sharapova     | 130    | 3e tour               | 10 000 $    |
| 2012  | 1. Novak Djokovic        | 170    | Finaliste             | 500 000 $   | 1. Petra Kvitová       | 215    | Huitième de finaliste | 70 000 $    |
| 2012  | 2. John Isner            | 140    | 3e tour               | 20 000 $    | 2. Li Na               | 170    | 3e tour               | 20 000 $    |
| 2012  | 3. Sam Querrey           | 135    | 3e tour               | 10 000 $    | 3. Dominika Cibulková  | 100    | 3e tour               | 10 000 $    |
| 2013  | 1. Rafael Nadal          | 200    | Vainqueur             | 1 000 000 $ | 1. Serena Williams     | 170    | Vainqueur             | 1 000 000 $ |
| 2013  | 2. John Isner            | 185    | 3e tour               | 20 000 $    | 2. Victoria Azarenka   | 145    | Finaliste             | 250 000 $   |
| 2013  | 3. Juan Martín del Potro | 130    | 2e tour               | 6 250 $     | 3. Agnieszka Radwańska | 130    | Huitième de finaliste | 17 500 $    |
| 2014  | 1. Milos Raonic          | 280 *  | Huitième de finaliste | 70 000 $    | 1. Serena Williams     | 430 *  | Vainqueur             | 1 000 000 $ |
| 2014  | 2. John Isner            | 200 *  | 3e tour               | 20 000 $    | 2. Angelique Kerber    | 150 *  | 3e tour               | 20 000 $    |
| 2014  | 3. Roger Federer         | 170    | Demi-finaliste        | 62 500 $    | 3. Agnieszka Radwańska | 125    | 2e tour               | 6 250 $     |
| 2015  | 1. Andy Murray           | 145    | Huitième de finaliste | 70 000 $    | 1. Karolína Plíšková   | 150 *  | 1er tour              | 15 000 $    |
| 2015  | 2. Novak Djokovic        | 140    | Vainqueur             | 500 000 $   | 2. Serena Williams     | 145    | Demi-finaliste        | 125 000 $   |
| 2015  | 3. John Isner            | 95     | Huitième de finaliste | 17 500 $    | 3. Simona Halep        | 140    | Demi-finaliste        | 62 500 $    |
| 2016  | 1. Kei Nishikori         | 85     | Demi-finaliste        | 250 000 $   | 1. Agnieszka Radwańska | 220 *  | Huitième de finaliste | 70 000 $    |
| 2016  | 2. Grigor Dimitrov       | 70     | Huitième de finaliste | 35 000 $    | 2. Johanna Konta       | 170 *  | Huitième de finaliste | 35 000 $    |
| 2016  | 3. Milos Raonic          | 70     | 2e tour               | 6 250 $     | 3. Simona Halep        | 145    | Quart de finaliste    | 31 250 $    |

* Points doublés à la suite du gain de points dans minimum 3 tournois.

## Palmarès
- En gras les vainqueurs de l'US Open la même année.

| Messieurs | Messieurs      | Dames | Dames               |
| --------- | -------------- | ----- | ------------------- |
| 2004      | Lleyton Hewitt | 2004  | Lindsay Davenport   |
| 2005      | Andy Roddick   | 2005  | Kim Clijsters       |
| 2006      | Andy Roddick   | 2006  | Ana Ivanović        |
| 2007      | Roger Federer  | 2007  | Maria Sharapova     |
| 2008      | Rafael Nadal   | 2008  | Dinara Safina       |
| 2009      | Sam Querrey    | 2009  | Elena Dementieva    |
| 2010      | Andy Murray    | 2010  | Caroline Wozniacki  |
| 2011      | Mardy Fish     | 2011  | Serena Williams     |
| 2012      | Novak Djokovic | 2012  | Petra Kvitová       |
| 2013      | Rafael Nadal   | 2013  | Serena Williams     |
| 2014      | Milos Raonic   | 2014  | Serena Williams     |
| 2015      | Andy Murray    | 2015  | Karolína Plíšková   |
| 2016      | Kei Nishikori  | 2016  | Agnieszka Radwańska |

1. 1 2  Lleyton Hewitt et Andy Roddick sont ex æquo (avec 155 points) à l'issue du tournoi de Long Island. Finalement, le vainqueur officiel de cet US Open Series 2004 est Lleyton Hewitt au nombre de matchs gagnés (17 pour l'Australien contre 14 pour l'Américain). Il en est de même pour Lindsay Davenport et Amélie Mauresmo qui sont aussi ex æquo (avec 100 points) à l'issue du tournoi de Cincinnati. La victoire de Davenport à l'US Open Series 2004 est basée sur le nombre de matchs et de sets remportés en plus par rapport à la joueuse française.

## Vainqueurs des tournois de l'US Open Series

### ATP
|      | Indianapolis      | Los Angeles           | Washington                             | Canada             | Cincinnati      | Long Island           |
| ---- | ----------------- | --------------------- | -------------------------------------- | ------------------ | --------------- | --------------------- |
| 2004 | Andy Roddick      | Tommy Haas            | Lleyton Hewitt                         | Roger Federer      | Andre Agassi    | Lleyton Hewitt        |
|      | Indianapolis      | Los Angeles           | Washington                             | Canada             | Cincinnati      | New Haven             |
| 2005 | Robby Ginepri     | Andre Agassi          | Andy Roddick                           | Rafael Nadal       | Roger Federer   | James Blake           |
| 2006 | James Blake       | Tommy Haas            | Arnaud Clément                         | Roger Federer      | Andy Roddick    | Nikolay Davydenko     |
| 2007 | Dmitri Toursounov | Radek Štěpánek        | Andy Roddick                           | Novak Djokovic     | Roger Federer   | James Blake           |
| 2008 | Gilles Simon      | Juan Martín del Potro | Juan Martín del Potro                  | Rafael Nadal       | Andy Murray     | Marin Čilić           |
| 2009 | Robby Ginepri     | Sam Querrey           | Juan Martín del Potro                  | Andy Murray        | Roger Federer   | Fernando Verdasco     |
|      | Atlanta           | Los Angeles           | Washington                             | Canada             | Cincinnati      | New Haven             |
| 2010 | Mardy Fish        | Sam Querrey           | David Nalbandian                       | Andy Murray        | Roger Federer   | Serhiy Stakhovsky     |
|      | Atlanta           | Los Angeles           | Washington                             | Canada             | Cincinnati      | Winston-Salem         |
| 2011 | Mardy Fish        | Ernests Gulbis        | Radek Štěpánek                         | Novak Djokovic     | Andy Murray     | John Isner            |
| 2012 | Andy Roddick      | Sam Querrey           | Alexandr Dolgopolov                    | Novak Djokovic     | Roger Federer   | John Isner            |
| 2013 | John Isner        | Pas de tournoi        | Juan Martín del Potro                  | Rafael Nadal       | Rafael Nadal    | Jürgen Melzer         |
| 2014 | John Isner        | Pas de tournoi        | Milos Raonic                           | Jo-Wilfried Tsonga | Roger Federer   | Lukáš Rosol           |
| 2015 | John Isner        | Pas de tournoi        | Ne fait pas partie de l'US Open Series | Andy Murray        | Roger Federer   | Kevin Anderson        |
| 2016 | Nick Kyrgios      | Pas de tournoi        | Ne fait pas partie de l'US Open Series | Novak Djokovic     | Marin Čilić     | Pablo Carreño-Busta   |
| 2017 | John Isner        | Pas de tournoi        | Ne fait pas partie de l'US Open Series | Alexander Zverev   | Grigor Dimitrov | Roberto Bautista-Agut |
| 2018 | John Isner        | Pas de tournoi        | Ne fait pas partie de l'US Open Series | Rafael Nadal       | Novak Djokovic  | Daniil Medvedev       |

### WTA
|      | Stanford           | San Diego                              | Los Angeles                            | Cincinnati                             | Canada             | New Haven           |
| ---- | ------------------ | -------------------------------------- | -------------------------------------- | -------------------------------------- | ------------------ | ------------------- |
| 2004 | Lindsay Davenport  | Lindsay Davenport                      | Lindsay Davenport                      | Ne fait pas partie de l'US Open Series | Amélie Mauresmo    | Elena Bovina        |
| 2005 | Kim Clijsters      | Mary Pierce                            | Kim Clijsters                          | Ne fait pas partie de l'US Open Series | Kim Clijsters      | Lindsay Davenport   |
| 2006 | Kim Clijsters      | Maria Sharapova                        | Elena Dementieva                       | Ne fait pas partie de l'US Open Series | Ana Ivanović       | Justine Henin       |
| 2007 | Anna Chakvetadze   | Maria Sharapova                        | Ana Ivanović                           | Ne fait pas partie de l'US Open Series | Justine Henin      | Svetlana Kuznetsova |
| 2008 | Aleksandra Wozniak | Pas de tournoi                         | Dinara Safina                          | Ne fait pas partie de l'US Open Series | Dinara Safina      | Caroline Wozniacki  |
| 2009 | ex æquo Bartoli    | Pas de tournoi                         | Flavia Pennetta                        | Jelena Janković                        | Elena Dementieva   | Caroline Wozniacki  |
| 2010 | Victoria Azarenka  | Svetlana Kuznetsova                    | Pas de tournoi                         | Kim Clijsters                          | Caroline Wozniacki | Caroline Wozniacki  |
|      | Stanford           | Carlsbad                               | Washington                             | Canada                                 | Cincinnati         | New Haven           |
| 2011 | Serena Williams    | Agnieszka Radwańska                    | Ne fait pas partie de l'US Open Series | Serena Williams                        | Maria Sharapova    | Caroline Wozniacki  |
| 2012 | Serena Williams    | Dominika Cibulková                     | Magdaléna Rybáriková                   | Petra Kvitová                          | Li Na              | Petra Kvitová       |
| 2013 | Dominika Cibulková | Samantha Stosur                        | Ne fait pas partie de l'US Open Series | Serena Williams                        | Victoria Azarenka  | Simona Halep        |
| 2014 | Serena Williams    | Pas de tournoi                         | Ne fait pas partie de l'US Open Series | Agnieszka Radwańska                    | Serena Williams    | Petra Kvitová       |
| 2015 | Angelique Kerber   | Ne fait pas partie de l'US Open Series | Ne fait pas partie de l'US Open Series | Belinda Bencic                         | Serena Williams    | Petra Kvitová       |
| 2016 | Johanna Konta      | Pas de tournoi                         | Ne fait pas partie de l'US Open Series | Simona Halep                           | Karolína Plíšková  | Agnieszka Radwańska |
| 2017 | Madison Keys       | Pas de tournoi                         | Ne fait pas partie de l'US Open Series | Elina Svitolina                        | Garbiñe Muguruza   | Daria Gavrilova     |
|      | San José           | -                                      | Washington                             | Canada                                 | Cincinnati         | New Haven           |
| 2018 | Mihaela Buzărnescu |                                        | Ne fait pas partie de l'US Open Series | Simona Halep                           | Kiki Bertens       | Aryna Sabalenka     |

## Quelques records
- Joueurs ayant empoché la prime maximum de 1 000 000 $ :
  -  Kim Clijsters en 2005
  -  Roger Federer en 2007
  -  Rafael Nadal en 2013
  -  Serena Williams en 2013 et 2014

- Plus grands gains cumulés (primes seulement) :

| Joueur         | Gains ($) |
| -------------- | --------- |
| Novak Djokovic | 1 500 000 |
| Rafael Nadal   | 1 260 000 |
| Roger Federer  | 1 187 500 |

| Joueuse         | Gains ($) |
| --------------- | --------- |
| Serena Williams | 2 625 000 |
| Kim Clijsters   | 1 500 000 |
| Maria Sharapova | 550 000   |

- Multiples vainqueurs de l'US Open Series :

| Joueur                                | Nombre de victoires | Années                                 |
| ------------------------------------- | ------------------- | -------------------------------------- |
| Andy Roddick Rafael Nadal Andy Murray | 2                   | 2005 et 2006 2008 et 2013 2010 et 2015 |

| Joueuse         | Nombre de victoires | Années             |
| --------------- | ------------------- | ------------------ |
| Serena Williams | 3                   | 2011, 2013 et 2014 |

- Joueurs ayant le plus souvent été éligibles à la prime des US Open Series :

| Joueur                                                          | Nombre d'années |
| --------------------------------------------------------------- | --------------- |
| Andy Murray John Isner                                          | 5               |
| Andy Roddick                                                    | 4               |
| Rafael Nadal Juan Martín del Potro Roger Federer Novak Djokovic | 3               |

| Joueuse                             | Nombre d'années |
| ----------------------------------- | --------------- |
| Serena Williams Agnieszka Radwańska | 4               |
| Kim Clijsters Maria Sharapova       | 3               |

- Plus grand nombre de points gagnés par an (sans compter la multiplication par 2 depuis 2014) :

| Joueur       | Points (année) |
| ------------ | -------------- |
| Mardy Fish   | 230 (2011)     |
| Rafael Nadal | 200 (2013)     |
| John Isner   | 185 (2013)     |

| Joueuse                       | Points (année)        |
| ----------------------------- | --------------------- |
| Kim Clijsters                 | 225 (2005)            |
| Petra Kvitová Serena Williams | 215 (2012) 215 (2014) |
| Caroline Wozniacki            | 185 (2010)            |

## Partenariats et sponsors de l'US Open Series
En 2005, le fabricant d'appareils photo Olympus signe un contrat de quatre ans, d'une valeur de 35 millions de dollars, pour parrainer l'US Open Series.
En 2012, la compagnie aérienne Emirates devient le sponsor principal de l'US Open Series pour une durée de 7 ans.